# 上海戯劇学院
上海戯劇学院（シャンハイぎげきがくいん, Shanghai Theater Academy）は中国の上海にある現代演劇(話劇)の国立芸術大学である。

## 概要
北京の中央戯劇学院・北京電影学院と並ぶ話劇を中心とした演劇の最高学府として名高い。
1945年に顧毓琇、李健吾、顧仲彝、黄佐臨など芸術家による「上海市立実験演劇学校」として創立。現在は静安区華山路630号の本部校区のほか、蓮花路校区（戯曲学院、舞踊学院、テレビ芸術学院、附属戯曲学校）、虹橋路校区（附属舞踊学校）がある。

## 歴史
- 1945年上海市立実験戯劇学校が創立[1]。
- 1949年10月上海市立戯劇専科学校と改称。
- 1952年全国の学校で学科の調整が行われる。そのときに山東大学芸術系（芸術部）戯劇科（演劇科）と上海行知芸術学校を編入して中央戯劇学院華東分院となる。
- 1956年正式に上海戯劇学院と改称。文化部直属の芸術大学になる。
- 1966年6月初めて大字報（壁新聞）が出現、10月学内は麻痺状態、12月造反派が学内を支配下に。
- 1968年8月工人毛沢東思想宣伝隊（工宣隊）、解放軍毛沢東思想宣伝隊（軍宣隊）が進駐、彼らの管理下に。
- 1973年9月文革開始後初の労農兵学生が入学（北京・中央戯劇学院より一年早い）
- 2000年文化部管轄から上海市管轄に移行。(中国では地方政府は中央政府の下部機構なので、上海市管轄でも国立大学)
- 2002年6月上海師範大学表演芸術学院と上海市戯曲学校、上海市舞踏学校が編入される。上海師大表演芸術学院は戯曲分院、舞踏分院に改組され、上海市戯曲学校、上海市舞踏学校は上海戯劇学院附属戯曲学校、舞踏学校となる。(戯曲学校、舞踏学校は中等教育機関)
- 2004年上海児童芸術劇院、上海話劇芸術センターと芸術の交流の組織「戯劇大道」を結成。

## 出身著名人

### 男優
- 焦晃
- 尤勇
- 王伯昭
- 任泉
- 周杰
- 廖凡
- 陸毅
- 佟大為
- 聶遠
- 胡歌
- 馮紹峰
- シャオジュン

### 女優
- 潘虹
- 陳紅
- 寧静
- 李冰冰
- 沈傲君
- 鮑蕾
- 范冰冰
- 黄奕
- 宋佳
- 韓雪
- 袁冰妍
- ディリラバ

### 演出家
- 胡偉民

### 研究者
- 余秋雨
- 葉長海
- 丁羅男

## 劇場
- 実験劇院：999人収容。上海国際芸術節ではここで催しが行われる。
- 黒箱（黒匣子）：内装が真っ黒なので黒箱、ブラックボックスとあだ名がついている。
- 新実験空間：もとは1930年代に中華電影公司のスタジオとして建てられたもの。2000年に赤の外観はのこしたまま改修して内部を劇場として用いている。
- 小劇場：以前は小さい会堂で1950年代からここで卒業式を行っていたが2004年新型の劇場に改築。

## 学科・研究
- 「戯劇芸術」：隔月刊誌。
- 表演系（演技部）、戲劇文学系（演劇文学部）、舞台美術系（舞台美術部）、導演系（演出部）、電視芸術系（テレビ芸術部）、
- 戯劇戯曲学：上海市の重点学科になっている。
- 国際学術検討会、国際シェイクスピア戯劇節、国際小劇場戯劇節など交流を行う。

## 参考
- 瀬戸宏『中国の現代演劇　中国話劇史概況』（東方書店　2018年）